# ウイークエンドバラエティ 日高晤郎ショー フォーエバー
ウイークエンドバラエティ 日高晤郎ショー フォーエバー（ウイークエンドバラエティ ひだかごろうショー フォーエバー）は、STVラジオで2018年4月14日から2019年3月23日まで放送されていたラジオ番組。

## 概要
- STVラジオで1983年4月9日から2018年4月7日まで、土曜日のワイド番組として放送されていたウイークエンドバラエティ 日高晤郎ショーのパーソナリティー・日高晤郎が2018年4月3日に死去したことを受け[1][2][注釈 1]、前番組で中継レポーターと「ひるノリ歌謡曲」のコーナーを担当していたSTVアナウンサーの吉川のりおにパーソナリティーを交代して、改題・リニューアルを行い[3]、基本的な番組構成は前番組をほぼ踏襲し、随所で前番組の音源を紹介する。
- 2018年12月に行われたリニューアル後初めての聴取率調査において2.9％（瞬間最大聴取率4.1％）[4]を記録し、引き続き同時間帯トップを維持している。
- 2019年2月16日の放送で吉川が同年の春改編をもっての番組終了を発表[5]。3月23日の放送をもって終了となった。晤郎ショー時代の1821回を入れた通算の放送回数は1869回だった。終了によりおくさま広場から41年続いた土曜の日高晤郎の番組が終了となった。
- 番組終了から3年、日高晤郎の死去から4回目の命日にあたる2022年4月3日、STVラジオ開局60周年特別番組として『ウイークエンドバラエティ日高晤郎ショー フォーエバー2022』を放送[6]。

## 放送時間
| 期間                          | 放送時間（日本時間）                         |
| ----------------------------- | -------------------------------------------- |
| 2018年4月14日 - 2018年9月29日 | 土曜日 8:00 - 13:50（350分）・12:50（290分） |
| 2018年10月6日 - 2019年3月23日 | 土曜日 8:00 - 17:00（540分）                 |

## 出演者
- パーソナリティ - 吉川のりお
- ようへいの千客万来!笑いで繁盛! - ようへい
- セブン-イレブン探検隊 - 田付美帆
- 街角中継 - 佐藤宏樹（STVアナウンサー）

### ピンチヒッター
いずれも吉川が2019年1月26日にインフルエンザに罹患し出勤停止となったための代理出演。
- 福永俊介（8時 - 11時）
- 藤井孝太郎（11時 - 14時）
- 牧やすまさ（14時 - 17時）

## コーナータイムテーブル

### プロ野球オフシーズン（10月～3月期）
| 時間  | コーナー名                                 | コーナー内容 |
| ----- | ------------------------------------------ | --- |
| 8:00  | オープニング 〜朝リク3曲(朝イチプレゼント) | |
| 8:11  | 道路交通情報                               | |
| 8:15  | おはよう!メールボックス                    | お便りの紹介 |
| 8:21  | バック・トゥー・ザ・晤郎                   | これまでSTVラジオで放送してきた、日高出演番組についてパート1は「朝から何ですが」の「川柳国語辞典」とトークを中心に再放送。 |
| 8:35  | 朝刊ひろい読み                             | 今朝これまでに入ってきている各紙朝刊の一面の解説。                                                                         |
| 8:40  | 週末の天気〜道路交通情報                   | |
| 8:50  | 一村逸品 田舎の出来事                      | 毎週道内各市町村の見どころとグルメを紹介                                                                                   |
| 9:00  | リクエストタイム                           | |
| 9:07  | ヒロキです...                              | 佐藤宏樹が札幌市を中心に道内各地を主に全身黄色タイツ姿で中継する。                                                         |
| 9:22  | にじいろオールディーズ                     | 懐かしの洋楽3曲をお送りする。                                                                                              |
| 9:40  | 音楽の散歩道                               | クラシック音楽と、それにまつわるお便りの紹介。吉川が曲の最中に踊ることもある。                                             |
| 9:50  | 週末の天気                                 | |
| 9:55  | STVニュース                                | |
| 10:00 | 10時のうちあけ話                           | |
| 10:12 | 読書三昧・週間三冊                         | ヤマダ電機テックランド札幌本店（STV隣）、テックランド月寒店、家電住まいる館YAMADA清田店協力 今週おすすめの本3冊を紹介。    |
| 10:30 | マルちゃんのなんでもかんでも3曲クイズ      | |
| 10:40 | セブン-イレブン探険隊                      | リポーター：田付美帆（元ランラン号）                                                                                       |
| 10:48 | 週末の天気                                 | |
| 10:55 | STVニュース                                | |
| 11:06 | ようへいの千客万来!笑いで繁盛!             | 主に札幌市内中心に道内各地のお店や施設、イベントなどをリポート。                                                           |
| 11:20 | 絵本365日                                  | コーチャンフォー協力 吉川の朗読による、今週紹介する絵本の読み聞かせ                                                        |
| 11:30 | さっぽろ散歩                               | 札幌市企画 広報番組 |
| 11:45 | ヒロキです...パート2                       | |
| 11:55 | STVニュース                                | |
| 12:00 | バック・トゥー・ザ・晤郎                   | パート2は「日高晤郎のおくさま広場」「日高晤郎の北海道五十三次」を中心に再放送。                                            |
| 12:45 | 週末の天気                                 | |
| 12:50 | 道路交通情報                               | |
| 12:55 | STVニュース                                | |
| 13:00 | ようへいの千客万来!笑いで繁盛!パート2      | |
| 13:15 | 活力源語・今日の一言                       | |
| 13:30 | 人生風味 文(ふみ)の味わい                  | |
| 13:40 | ヒロキです...パート3                       | |
| 13:48 | 週末の天気                                 | |
| 13:55 | STVニュース                                | |
| 14:00 | ムービー・セレクト 〜ピンからキリまで      | ビッグペン（札幌市中央区のレンタルビデオ店）協力 今週おすすめの映画作品を紹介                                              |
| 14:15 | バック・トゥー・ザ・晤郎                   | 2019年2月末まではどさんこおもてなしステーションを放送（北海道観光振興機構提供）                                            |
| 14:30 | 憂き世、浮き玉 人生相談                    | |
| 14:41 | クイズ!家族揃えば文殊の知恵                | 聴取者参加のクイズコーナー                                                                                                 |
| 14:49 | 道路交通情報                               | |
| 14:55 | STVニュース                                | |
| 15:00 | リクエストタイム                           | |
| 15:10 | おもいでごろごろ                           | リスナーによる日高や晤郎ショーの想い出話を紹介する。                                                                       |
| 15:20 | ようへいの千客万来!笑いで繁盛!パート3      | |
| 15:35 | 中央競馬実況中継                           | |
| 15:55 | STVニュース                                | |
| 16:00 | のりおの情熱図鑑                           | |
| 16:30 | 道路交通情報                               | |
| 16:34 | 週末の天気                                 | |
| 16:42 | 味な縄のれん 〜居酒屋晤郎〜                | 道内各地の銘酒・おつまみを紹介                                                                                             |
| 16:51 | エンディング                               | |

### プロ野球シーズン（4月～9月期）
| 時間  | コーナー名                                | コーナー内容 |
| ----- | ----------------------------------------- | --- |
| 8:00  | オープニング〜朝リク3曲(朝イチプレゼント) | |
| 8:11  | 道路交通情報                              | |
| 8:15  | おはよう!メールボックス                   | |
| 8:21  | 晤郎の語源・雑学・縦横無尽                | 「朝から何ですが」の「川柳国語辞典」の再放送。                                                                          |
| 8:35  | 朝刊ひろい読み                            | 今朝これまでに入ってきている各紙朝刊の一面の解説。                                                                      |
| 8:40  | 週末の天気〜道路交通情報                  | |
| 8:50  | 一村逸品 田舎の出来事                     | 毎週道内各市町村の見どころとグルメを紹介                                                                                |
| 9:00  | リクエストタイム                          | |
| 9:07  | ようへいの千客万来！笑いで繁盛！          | |
| 9:22  | にじいろオールディーズ                    | 懐かしの洋楽3曲をお送りする。                                                                                           |
| 9:40  | 音楽の散歩道                              | クラシック音楽と、それにまつわるお便りの紹介。吉川が曲の最中に踊ることもある。                                          |
| 9:50  | 週末の天気                                | |
| 9:55  | STVニュース                               | |
| 10:00 | 10時のうちあけ話                          | |
| 10:12 | 読書三昧・週間三冊                        | ヤマダ電機テックランド札幌本店（STV隣）、テックランド月寒店、家電住まいる館YAMADA清田店協力 今週おすすめの本3冊を紹介。 |
| 10:30 | なんでもかんでも3曲クイズ                 | |
| 10:40 | セブン-イレブン探険隊                     | |
| 10:48 | 週末の天気                                | |
| 10:55 | STVニュース                               | |
| 11:06 | ようへいの千客万来！笑いで繁盛！パート2   | |
| 11:20 | 絵本365日                                 | コーチャンフォー協力 日高の過去の朗読と吉川の朗読を交互に放送。                                                         |
| 11:30 | さっぽろ散歩                              | 札幌市企画 広報番組 |
| 11:55 | STVニュース                               | |
| 12:00 | ムービー・セレクト 〜ピンからキリまで     | ビッグペン（札幌市中央区のレンタルビデオ店）協力 今週おすすめの映画作品を紹介                                           |
| 12:14 | おもいでごろごろ                          | リスナーによる日高や晤郎ショーの想い出話と過去に出演した番組・イベントのダイジェストをお送りする。                      |
| 12:25 | 憂き世、浮き玉 人生相談                   | |
| 12:36 | クイズ！家族揃えば文殊の知恵！            | 聴取者参加のクイズコーナー                                                                                              |
| 12:45 | 週末の天気                                | |
| 12:50 | 道路交通情報                              | |
| 12:55 | STVニュース                               | |
| 13:00 | ようへいの千客万来！笑いで繁盛！パート3   | |
| 13:14 | 活力源語 今日の一言                       | |
| 13:20 | 文(ふみ)の味わい・縁歌                    | |
| 13:37 | エンディング                              | |

## テーマ曲
| 期間                          | 曲名 |
| ----------------------------- | --- |
| 2018年4月14日 - 2019年3月23日 | オープニング:シティーハンターオリジナルスペシャル・サウンドトラック「EASY-GOING GUY」 エンディング:ジャン・クロード・ボレリー「渚のトランペット」 |

## タイアップ商品
- 皆のシュー
  - ふんわりいちごムースの皆のシュー・ふんわりコーヒームースの皆のシュー・ふんわりダブルクリームの皆のシュー（練乳ムース&カスタード）味
- じゃがビー
  - 山わさび5倍味

## 特別番組
| 放送時間                          | タイトル                                                                     | 備考 |
| --------------------------------- | ---------------------------------------------------------------------------- | --- |
| 2022年4月3日12:00 - 17:00         | ウイークエンドバラエティ日高晤郎ショー フォーエバー2022                      | STVラジオ開局60周年記念特別番組として放送。 Vスタジオと東京のリモートスタジオから番組を行った。 ゲストはこおり健太・岩本公水・市川由紀乃・松原健之・藤澤ノリマサ・走裕介・パク・ジュニョン・島津亜矢・天童よしみ。 |
| 2022年11月6日、13日 18:00 - 21:00 | サウンドプラントスペシャル 声で紐解く ウイークエンドバラエティ日高晤郎ショー | |